# Gouden Strop 2005
De Gouden Strop 2005 was de twintigste editie van de Gouden Strop, een prijs voor de beste (oorspronkelijk) Nederlandstalige spannende roman. De Gouden Strop werd in 1986 in het leven geroepen door het Genootschap van Nederlandstalige Misdaadauteurs en genoemd naar het gelijknamige boek van Joop van den Broek.

## Winnaar
Op 5 juni werd de winnaar in de TV Show bekendgemaakt en werd de prijs (een beeldje en een geldbedrag van € 10.000) uitgereikt door de voorzitter van de jury, Sonja Barend.
De winnaar was Johanna Spaey met Dood van een soldaat.

## Genomineerden
De genomineerden voor de Gouden Strop 2005 werden op 27 mei bekendgemaakt in de TV Show van Ivo Niehe.
Dit waren: 
- René Appel (Loverboy): "heel origineel en intrigerend boek"
- Chris Rippen (Eeuwige stranden): "verschillende verhaallijnen zijn in elkaar geweven en komen samen; boeiend van begin tot eind"
- Johanna Spaey (Dood van een soldaat) : "prachtig boek, naast een goede thriller, ook een meeslepende historische liefdesroman"
- Esther Verhoef (Onder druk): "ijzersterke thriller met een verrassende ontknoping"
- Simon de Waal (Cops vs killer): "ontzettend snel boek, fenomenaal plot"

In het juryrapport is te lezen dat het er meer dan zestig ingezonden titels waren, met vooral veel boeken van Vlaamse auteurs. "En dan te denken dat nog steeds niet alle – vooral Vlaamse kleinere uitgevers – hun manuscripten hebben ingezonden. Vele uren eenzaam lezen braken voor de juryleden aan."

## Jury
- Sonja Barend, voorzitter
- Daan Nijman (boekhandel Daan Nijman in Roden)
- Gijs Korevaar (recensent Haagsche Courant)
- Berry Kessels (recensent de Gelderlander)
- Ineke van den Bergen (recensent de Volkskrant)

## TV Show
Sonja Barend zei in de uitzending van de TV Show dat de overige leden van de jury ("die er veel meer verstand van hebben dan ik, omdat zij er dagelijks over schrijven") aangaven dat er dit jaar veel kwaliteit was. Ivo Niehe merkte daarvoor op dat dat weleens anders was, omdat er ook weleens geen prijzen uitgereikt waren wegens een gebrek aan spannende romans, maar dit was slechts in 1988 en 1990 het geval. 
Naast de uitreiking van de Gouden Strop, werden ook fragmenten uit eerdere interviews met het schrijverspaar 'Nicci French' (Nicci Gerrard en Sean French), Robert Ludlum, Donna Tartt en John le Carré uitgezonden.